# جوليان ريد (منافس ألعاب قوى)
جوليان ريد (بالإنجليزية: Julian Reid)‏ هو منافس ألعاب قوى بريطاني وجامايكي، ولد في 23 سبتمبر 1988 في كينغستون في جامايكا.

## وصلات خارجية
- جوليان ريد على موقع الاتحاد الدولي لألعاب القوى (الإنجليزية)
- جوليان ريد على موقع الدوري الماسي (الإنجليزية)